# Daniel Frisa

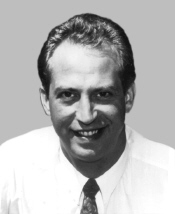
Daniel Frisa

Daniel "Dan" Frisa (* 27. April 1955 in Queens, New York) ist ein US-amerikanischer Jurist und Politiker. Zwischen 1995 und 1997 vertrat er den Bundesstaat New York im US-Repräsentantenhaus.

## Werdegang
Daniel Frisa wurde ungefähr zwei Jahre nach dem Ende des Koreakrieges in Queens geboren und wuchs dort auf. Er besuchte öffentliche Schulen in East Meadow. Seinen Bachelor of Science machte er an der St. John’s University. Zwischen 1985 und 1992 saß er in der New York State Assembly. Er war als Handelsvertreter (marketing representative) für Johnson & Johnson tätig sowie als Einzelhandelsleiter (retail executive) für Fortunoff.
Politisch gehört er der Republikanischen Partei an. Bei den Kongresswahlen des Jahres 1994 wurde er im vierten Wahlbezirk von New York in das US-Repräsentantenhaus in Washington, D.C. gewählt, wo er am 4. Januar 1995 die Nachfolge von David A. Levy antrat. Er erlitt im Jahr 1996 bei seiner Wiederwahlkandidatur eine Niederlage und schied nach dem 3. Januar 1997 aus dem Kongress aus.
Frisa arbeitet als Kolumnist für NewsMax.com. Er trat in zahlreichen Fox News Channel Shows auf sowie im Court TV und MSNBC.